# 灰伏翼冠狀病毒HKU25
灰伏翼冠狀病毒HKU25（Hp-BatCoV HKU25）是乙型冠狀病毒屬的一種病毒，在中國廣東的灰伏翼體內發現，於2018年由香港大學的研究團隊發表。此病毒與2013年在四川的東方蝙蝠體內發現的東方蝙蝠乙型冠狀病毒SC2013（BtVs-BetaCoV/SC2013）關係最為接近，核酸序列相似度為82%，而與中東呼吸症候群冠狀病毒（MERS-CoV）的相似度則為73.2–73.9%，與扁顱蝠冠狀病毒HKU4的核酸序列相似度為69.3%。以上病毒均屬乙型冠狀病毒的支系C（lineage C），即Marbevirus亞屬。

## 基因組
灰伏翼冠狀病毒HKU25的基因組約長30000nt，編碼冠狀病毒皆有的複製酶（1a/1b）和刺突蛋白（S）、膜蛋白（M）、外膜蛋白（E）與衣殼蛋白（N）等四種結構蛋白，另有3、4a、4b、5與8b等五個開放閱讀框編碼輔助蛋白，其基因順序與MERS-CoV相同，為1ab-S-3-4a-4b-5-E-M-N-8b，其中8b位於衣殼蛋白的開放閱讀框之中。
此病毒可與MERS-CoV的受體人類二肽基肽酶-4（hDPP4）結合，惟其結合力較MERS-CoV與之的結合力弱。